# Konstantin Jeriemiejew
Konstantin Stiepanowicz Jeriemiejew (ros. Константи́н Степа́нович Ереме́ев, ur. 6 czerwca?/18 czerwca 1874 w Mińsku, zm. 28 stycznia 1931 w Leningradzie) – rosyjski rewolucjonista, radziecki wojskowy, działacz partyjny i dziennikarz.
Uznawany za autora symbolu czerwonej gwiazdy.

## Życiorys
Syn podoficera rosyjskiej armii, skończył trzyklasową szkołę powszechną, w latach 1893–1895 odbywał służbę wojskową w pułku piechoty w Wilnie, od 1896 członek organizacji socjaldemokratycznej w Wilnie, w 1898 wstąpił do nowo powstałej SDPRR. Kilkakrotnie aresztowany, był zesłany do Sterlitamaku pod nadzór policji i do Wołogdy, skąd w 1903 zbiegł, 6 września 1903 skazany na 3 lata zesłania do Syberii Wschodniej, w latach 1903–1907 przebywał na emigracji. W latach 1910–1914 członek redakcji gazet „Zwiezda” i „Prawda”, kierownik Wojskowego Komitetu Północno-Bałtyckiego Komitetu SDPRR(b), w latach 1915–1916 redaktor pisma „Woprosy Strachowanija”, od 1915 do kwietnia 1917 członek Rosyjskiego Biura KC SDPRR(b), 5 lipca 1917 aresztowany, zwolniony. W październiku 1917 członek Sztabu Polowego Piotrogrodzkiego Komitetu Wojskowo-Rewolucyjnego, brał udział w październikowym bolszewickim zamachu stanu w Piotrogrodzie, od 9 do 23 listopada 1917 członek Kolegium Rady Komisarzy Ludowych ds. Wojskowo-Morskich Rosyjskiej Republiki Radzieckiej, od grudnia 1917 do 31 marca 1918 dowódca wojsk Piotrogrodzkiego Okręgu Wojskowego. W lutym 1918 członek Komitetu Rewolucyjnej Obrony Piotrogrodu, w kwietniu-maju 1918 wojskowy komisarz Piotrogrodzkiej Komuny Pracowniczej, od czerwca 1918 kierownik Wydawnictwa WCIK, w 1918 szef ochrony Kremla, w latach 1919–1922 pełnomocnik WCIK ds. prowadzenia mobilizacji do Armii Czerwonej, zastępca kierownika Wydawnictwa Państwowego i redaktor „Raboczej Gaziety”, 1922–1928 redaktor pisma „Krokodił”. Od listopada 1923 do 1925 członek Rewolucyjnej Rady Wojskowej Sił Morskich Morza Bałtyckiego, od stycznia 1924 redaktor gazety „Armija i Fłot Raboczej i Kriestjanskoj Rossii”, od 31 maja 1924 do 18 grudnia 1925 członek Centralnej Komisji Kontrolnej RKP(b). Od 2 grudnia 1924 do 21 listopada 1925 członek Rewolucyjnej Rady Wojskowej ZSRR, w latach 1925–1926 szef Zarządu Politycznego Sił Morskich Morza Bałtyckiego, później przedstawiciel floty handlowej ZSRR we Francji, od 1929 redaktor pisma „Krasnaja Niwa”.
Pochowany na Polu Marsowym.